# Liaoyang
Liaoyang (en chino, 辽阳; pinyin, Liáoyáng) es una ciudad-prefectura en la provincia de Liaoning, República Popular China. Limita al norte con Shenyang, al sur con An-shan, al oeste con Panjin y al este con Benxi. localizada en el medio de la península de Liaodong. La ciudad es atravesada por el río Taizi,un afluente del río Liao. Su área es de 4735 km² y su población total para 2010 superó los 1,8 millones de habitantes. 

## Administración
La ciudad prefectura de Liaoyang se divide en 7 localidades que se administran en 5 distritos urbanos, 1 ciudad suburbana y 1 condado rural;
- Distrito Baita 白塔区
- Distrito Wensheng 文圣区
- Distrito Hongwei 宏伟区
- Distrito Gongchangling 弓长岭区
- Distrito Taizihe 太子河区
- Ciudad Dengta 灯塔市
- Condado Liaoyang 辽阳县

## Clima
| Parámetros climáticos promedio de Liaoyang (1991–2020 promedio, extremo 1981–2010) | Parámetros climáticos promedio de Liaoyang (1991–2020 promedio, extremo 1981–2010) | Parámetros climáticos promedio de Liaoyang (1991–2020 promedio, extremo 1981–2010) | Parámetros climáticos promedio de Liaoyang (1991–2020 promedio, extremo 1981–2010) | Parámetros climáticos promedio de Liaoyang (1991–2020 promedio, extremo 1981–2010) | Parámetros climáticos promedio de Liaoyang (1991–2020 promedio, extremo 1981–2010) | Parámetros climáticos promedio de Liaoyang (1991–2020 promedio, extremo 1981–2010) | Parámetros climáticos promedio de Liaoyang (1991–2020 promedio, extremo 1981–2010) | Parámetros climáticos promedio de Liaoyang (1991–2020 promedio, extremo 1981–2010) | Parámetros climáticos promedio de Liaoyang (1991–2020 promedio, extremo 1981–2010) | Parámetros climáticos promedio de Liaoyang (1991–2020 promedio, extremo 1981–2010) | Parámetros climáticos promedio de Liaoyang (1991–2020 promedio, extremo 1981–2010) | Parámetros climáticos promedio de Liaoyang (1991–2020 promedio, extremo 1981–2010) | Parámetros climáticos promedio de Liaoyang (1991–2020 promedio, extremo 1981–2010) |
| Mes                                                                                | Ene.                                                                               | Feb.                                                                               | Mar.                                                                               | Abr.                                                                               | May.                                                                               | Jun.                                                                               | Jul.                                                                               | Ago.                                                                               | Sep.                                                                               | Oct.                                                                               | Nov.                                                                               | Dic.                                                                               | Anual                                                                              |
| ---------------------------------------------------------------------------------- | ---------------------------------------------------------------------------------- | ---------------------------------------------------------------------------------- | ---------------------------------------------------------------------------------- | ---------------------------------------------------------------------------------- | ---------------------------------------------------------------------------------- | ---------------------------------------------------------------------------------- | ---------------------------------------------------------------------------------- | ---------------------------------------------------------------------------------- | ---------------------------------------------------------------------------------- | ---------------------------------------------------------------------------------- | ---------------------------------------------------------------------------------- | ---------------------------------------------------------------------------------- | ---------------------------------------------------------------------------------- |
| Temp. máx. abs. (°C)                                                               | 9.3                                                                                | 18.0                                                                               | 21.2                                                                               | 29.8                                                                               | 35.5                                                                               | 37.0                                                                               | 36.2                                                                               | 35.8                                                                               | 33.2                                                                               | 29.4                                                                               | 21.2                                                                               | 13.2                                                                               | '                                                                                  |
| Temp. máx. media (°C)                                                              | -3.6                                                                               | 1.1                                                                                | 8.3                                                                                | 17.6                                                                               | 24.3                                                                               | 28.0                                                                               | 29.9                                                                               | 29.1                                                                               | 24.9                                                                               | 17.1                                                                               | 6.9                                                                                | -1.1                                                                               | 15.2                                                                               |
| Temp. media (°C)                                                                   | -9.8                                                                               | -4.8                                                                               | 2.7                                                                                | 11.6                                                                               | 18.4                                                                               | 22.8                                                                               | 25.4                                                                               | 24.3                                                                               | 18.6                                                                               | 10.7                                                                               | 1.4                                                                                | -6.8                                                                               | 9.5                                                                                |
| Temp. mín. media (°C)                                                              | -15.1                                                                              | -10.3                                                                              | -2.8                                                                               | 5.4                                                                                | 12.4                                                                               | 17.5                                                                               | 21.1                                                                               | 19.9                                                                               | 12.8                                                                               | 4.8                                                                                | -3.6                                                                               | -11.8                                                                              | 4.2                                                                                |
| Temp. mín. abs. (°C)                                                               | -35.6                                                                              | -34.9                                                                              | -19.8                                                                              | -12.1                                                                              | -2.1                                                                               | 5.4                                                                                | 12.5                                                                               | 8.3                                                                                | -0.3                                                                               | -8.9                                                                               | -24.7                                                                              | -27.1                                                                              | '                                                                                  |
| Precipitación total (mm)                                                           | 6.6                                                                                | 9.8                                                                                | 16.2                                                                               | 34.5                                                                               | 61.2                                                                               | 94.2                                                                               | 153.6                                                                              | 178.4                                                                              | 61.0                                                                               | 46.3                                                                               | 26.3                                                                               | 11.5                                                                               | 699.6                                                                              |
| Días de precipitaciones (≥ 0.1 mm)                                                 | 3.4                                                                                | 3.2                                                                                | 4.4                                                                                | 6.7                                                                                | 9.2                                                                                | 10.8                                                                               | 12.0                                                                               | 11.2                                                                               | 7.1                                                                                | 6.5                                                                                | 5.5                                                                                | 4.0                                                                                | 84                                                                                 |
| Días de nevadas (≥ 1 mm)                                                           | 4.9                                                                                | 4.4                                                                                | 4.0                                                                                | 1.1                                                                                | 0                                                                                  | 0                                                                                  | 0                                                                                  | 0                                                                                  | 0                                                                                  | 0.5                                                                                | 4.3                                                                                | 5.3                                                                                | 24.5                                                                               |
| Horas de sol                                                                       | 164.7                                                                              | 178.4                                                                              | 218.5                                                                              | 224.5                                                                              | 248.6                                                                              | 213.6                                                                              | 182.4                                                                              | 189.4                                                                              | 218.4                                                                              | 196.2                                                                              | 151.0                                                                              | 146.4                                                                              | 2332.1                                                                             |
| Humedad relativa (%)                                                               | 61                                                                                 | 54                                                                                 | 49                                                                                 | 47                                                                                 | 52                                                                                 | 64                                                                                 | 75                                                                                 | 77                                                                                 | 71                                                                                 | 64                                                                                 | 62                                                                                 | 62                                                                                 | 61.5                                                                               |
| Fuente: China Meteorological Administration                                        |                                                                                    |                                                                                    |                                                                                    |                                                                                    |                                                                                    |                                                                                    |                                                                                    |                                                                                    |                                                                                    |                                                                                    |                                                                                    |                                                                                    |                                                                                    |